# Judolidia kyushuensis
Judolidia kyushuensis är en skalbaggsart som beskrevs av Kusakabe och Ohbayashi N. 1992. Judolidia kyushuensis ingår i släktet Judolidia och familjen långhorningar. Inga underarter finns listade i Catalogue of Life.